# John Petrucci

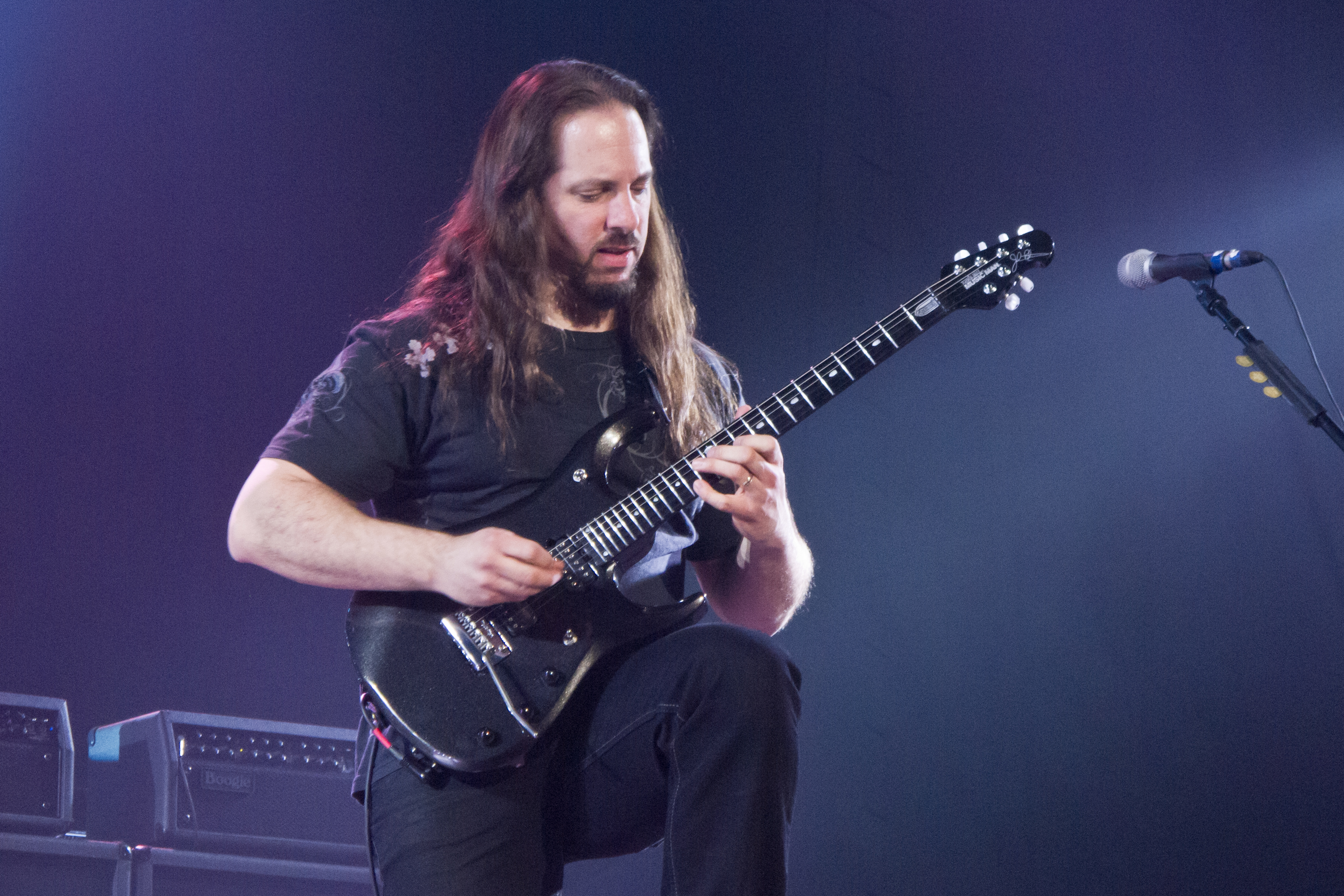
John Petrucci

John Peter Petrucci (Long Island, New York, 12 juli 1967) is een Amerikaanse metalgitarist, voornamelijk bekend van de progressieve metalband Dream Theater. Hij is een veelzijdig gitarist, bedreven in snelle passages en arpeggios.

## Biografie
Petrucci groeide op in Long Island, New York. Daar ging hij naar school samen met John Myung (bassist van Dream Theater) en Kevin Moore (vroegere toetsenist van Dream Theater). Hij begon met gitaar spelen op 12-jarige leeftijd. Vroege invloeden zijn onder andere Yngwie Malmsteen, Randy Rhoads, Iron Maiden, Stevie Ray Vaughan, Yes en Rush. Tijdens de opkomst van thrashmetal verbreedde Petrucci zijn stijl met invloeden van bands als Metallica en Queensrÿche. Hij ontwikkelde zich verder door zich te richten op gitaristen als Steve Morse, Steve Vai, Allan Holdsworth, Al Di Meola, Joe Satriani, Neal Schon en Eddie van Halen.
Na zijn middelbare school begon hij met een opleiding aan het Berklee College of Music in Boston, Massachusetts, waar hij jazz, compositie en harmonie kreeg. Samen met John Myung, die ook daar zijn opleiding volgde, ontmoette hij de drummer Mike Portnoy en ze begonnen samen Majesty, de band die later Dream Theater zou worden.
Petrucci heeft vijftien studioalbums opgenomen met Dream Theater en heeft daarnaast vele nevenprojecten gehad, zoals Liquid Tension Experiment en Age of Impact. Zijn soloalbum is getiteld "Suspended Animation". Hij toerde als gastgitarist mee met Steve Vai en Joe Satriani in hun G3-project. Hij hervoegde de G3 Tour in 2007, met collega virtuozen Joe Satriani en Paul Gilbert. Zijn liefde voor het schrijven van teksten (veelal fantasyteksten) en zijn unieke stijl van componeren en progressieve samensmelting van verschillende stijlen is een groot aandeel in de stijl van Dream Theater.
Petrucci bracht met "Rock Discipline" ook een baanbrekende educatieve dvd uit, waarin hij alle geheimen van zijn techniek prijs geeft.
Petrucci is lid van de National Academy of Recording Arts and Sciences en is daarvoor ook stemgerechtigd. Op 24 juni 2019 ontvangt hij uit handen van de burgemeester van Bergen op Zoom de Sena Performers European Guitar Award.

## Discografie
| Album met eventuele hitnotering(en) in de Nederlandse Album Top 100 | Datum van verschijnen | Datum van binnenkomst | Hoogste positie | Aantal weken | Opmerkingen      |
| ------------------------------------------------------------------- | --------------------- | --------------------- | --------------- | ------------ | ---------------- |
| An Evening with John Petrucci and Jordan Rudess                     | 2000                  | -                     |                 |              | Sound Mind Music |
| Suspended animation                                                 | 2005                  | -                     |                 |              | Sound Mind Music |
| Terminal velocity                                                   | 2020                  | 2020-11-07            | 91              | 1            | Sound Mind Music |

### Dvd's
| Dvd's met hitnoteringen in de Nederlandse Music Top 30 | Datum van verschijnen | Datum van binnenkomst | Hoogste positie | Aantal weken | Opmerkingen        |
| ------------------------------------------------------ | --------------------- | --------------------- | --------------- | ------------ | ------------------ |
| G3 - Live in Tokyo                                     | 2005                  | 19-11-2005            | 21              | 2            | met Satriani & Vai |